# 世界各国の指導者一覧
世界各国の指導者一覧（せかいかくこくのしどうしゃいちらん）では、現在の世界各国の元首と政府の長を一覧にしている。
元首は例えば国王や大統領であり、政府の長は例えば首相である。元首と政府の長は議院内閣制の国では分離されていることが多いが、大統領制や独裁体制の国では大統領や独裁者が政府の長を兼ねていることもある。こうした元首や政府の長の権限は国によって異なる。また、共産主義国を中心に、政党が政府を指導することが憲法で定められている場合もある。
この一覧では、上から元首、政府の長の順に記載し、この他の最高指導者や指導政党の長は上に、各役職の代行者はそれぞれの下に記載した。また、慣例上または法令上兼務すべきとされている役職で、同一就任日のものは同一の欄に記載した。ただし、指導政党の役職と国家の役職は分けて記載した。国家の役職の正式名称に含まれる国名は便宜上省略し、または慣例に倣い「国家」に置き換えている。

## 国連加盟国及び国連総会オブザーバー国
| 国名                             | 役職                                                    | 名前                                                         | 就任日          |
| -------------------------------- | ------------------------------------------------------- | ------------------------------------------------------------ | --------------- |
| アイスランド                     | 大統領                                                  | ハッラ・トーマスドッティル                                   | 2024年08月01日  |
| アイスランド                     | 首相                                                    | クリストルン・フロスタドッティル                             | 2024年12月21日  |
| アイルランド                     | 大統領                                                  | マイケル・D・ヒギンズ                                        | 2011年11月11日  |
| アイルランド                     | 首相                                                    | ミホル・マーティン                                           | 2025年01月23日  |
| アゼルバイジャン                 | 大統領                                                  | イルハム・アリエフ                                           | 2003年10月31日  |
| アゼルバイジャン                 | 首相                                                    | アリ・アサドフ                                               | 2019年10月08日  |
| アフガニスタン                   | 最高指導者 （アミール・アル＝ムウミニーン）             | ハイバトゥラー・アクンザダ                                   | 2021年08月15日  |
| アフガニスタン                   | 暫定首相                                                | ハッサン・アフンド                                           | 2023年07月17日  |
| アメリカ合衆国                   | 大統領                                                  | ドナルド・トランプ                                           | 2025年01月20日  |
| アラブ首長国連邦                 | 大統領 アブダビ首長                                     | ムハンマド・ビン・ザーイド・アール・ナヒヤーン               | 2022年05月14日  |
| アラブ首長国連邦                 | 閣僚評議会議長 副大統領                                 | ムハンマド・ビン＝ラーシド・アール＝マクトゥーム             | 2006年02月11日  |
| アルジェリア                     | 大統領                                                  | アブデルマジド・テブン                                       | 2019年12月19日  |
| アルジェリア                     | 首相                                                    | ナディル・ラルバウイ                                         | 2023年11月11日  |
| アルゼンチン                     | 大統領                                                  | ハビエル・ミレイ                                             | 2023年12月10日  |
| アルゼンチン                     | 内閣首席大臣                                            | ギジェルモ・フランコス                                       | 2024年05月27日  |
| アルバニア                       | 大統領                                                  | バイラム・ベガイ                                             | 2022年07月24日  |
| アルバニア                       | 首相                                                    | エディ・ラマ                                                 | 2013年09月15日  |
| アルメニア                       | 大統領                                                  | バアグン・ハチャトゥリアン                                   | 2022年03月13日  |
| アルメニア                       | 首相                                                    | ニコル・パシニャン                                           | 2018年05月08日  |
| アンゴラ                         | 大統領                                                  | ジョアン・ロウレンソ                                         | 2017年09月26日  |
| アンティグア・バーブーダ         | 国王                                                    | チャールズ3世                                                | 2022年09月08日  |
| アンティグア・バーブーダ         | 総督                                                    | ロドニー・ウィリアムズ                                       | 2014年08月14日  |
| アンティグア・バーブーダ         | 首相                                                    | ガストン・ブラウン                                           | 2014年06月13日  |
| アンドラ                         | 共同公                                                  | エマニュエル・マクロン                                       | 2017年05月14日  |
| アンドラ                         | 共同公                                                  | ジョゼップ＝ルイス・セラーノ・ペンティナト                   | 2025年05月31日  |
| アンドラ                         | 駐在代理官                                              | ジョゼップ・マリア・マウリ                                   | 2012年07月20日  |
| アンドラ                         | 駐在代理官                                              | パトリック・ストーゾダ                                       | 2017年05月14日  |
| アンドラ                         | 首相                                                    | シャビエル・エスポット                                       | 2019年05月16日  |
| イエメン（大統領指導評議会）     | 大統領指導評議会議長                                    | ラシャード・アル＝アリーミー                                 | 2022年04月07日  |
| イエメン（大統領指導評議会）     | 首相                                                    | サレム・サーレハ・ビン・ブラーク                             | 2025年05月03日  |
| イエメン（フーシ派）             | 最高政治評議会議長                                      | マフディー・アル＝マシャート                                 | 2018年04月23日  |
| イエメン（フーシ派）             | 首相                                                    | アハメド・アル・ラハウィ                                     | 2014年08月10日  |
| イギリス                         | 国王                                                    | チャールズ3世                                                | 2022年09月08日  |
| イギリス                         | 首相 第一大蔵卿（財務第一卿） 国家公務員担当大臣        | キア・スターマー                                             | 2024年07月05日  |
| イスラエル                       | 大統領                                                  | イツハク・ヘルツォグ                                         | 2021年07月07日  |
| イスラエル                       | 首相                                                    | ベンヤミン・ネタニヤフ                                       | 2022年12月29日  |
| イタリア                         | 大統領                                                  | セルジョ・マッタレッラ                                       | 2015年02月03日  |
| イタリア                         | 閣僚評議会議長                                          | ジョルジャ・メローニ                                         | 2022年10月22日  |
| イラク                           | 大統領                                                  | アブドゥルラティーフ・ラシード                               | 2022年10月13日  |
| イラク                           | 首相                                                    | ムハンマド・シヤーア・スーダーニー                           | 2022年10月27日  |
| イラン                           | 最高指導者                                              | アリー・ハーメネイー                                         | 1989年06月03日  |
| イラン                           | 大統領                                                  | マスウード・ペゼシュキヤーン                                 | 2024年07月28日  |
| インド                           | 大統領                                                  | ドラウパディ・ムルム                                         | 2022年07月25日  |
| インド                           | 首相                                                    | ナレンドラ・モディ                                           | 2014年05月26日  |
| インドネシア                     | 大統領                                                  | プラボウォ・スビアント                                       | 2024年10月20日  |
| ウガンダ                         | 大統領                                                  | ヨウェリ・ムセベニ                                           | 1986年01月29日  |
| ウガンダ                         | 首相                                                    | ロビナ・ナッバンジャ                                         | 2021年06月08日  |
| ウクライナ                       | 大統領                                                  | ウォロディミル・ゼレンスキー                                 | 2019年05月20日  |
| ウクライナ                       | 首相                                                    | ユリヤ・スヴィリデンコ                                       | 2025年07月017日 |
| ウズベキスタン                   | 大統領                                                  | シャフカト・ミルジヨエフ                                     | 2016年12月14日  |
| ウズベキスタン                   | 首相                                                    | アブドゥラ・アリポフ                                         | 2016年12月14日  |
| ウルグアイ                       | 大統領                                                  | ヤマンドゥ・オルシ                                           | 2025年03月01日  |
| エクアドル                       | 大統領                                                  | ダニエル・ノボア                                             | 2023年11月23日  |
| エジプト                         | 大統領                                                  | アブドルファッターフ・アッ＝シーシー                         | 2014年06月08日  |
| エジプト                         | 首相                                                    | ムスタファ・マドブーリー                                     | 2018年06月14日  |
| エストニア                       | 大統領                                                  | アラル・カリス                                               | 2021年10月11日  |
| エストニア                       | 首相                                                    | クリステン・ミッハル                                         | 2024年07月23日  |
| エスワティニ                     | 国王                                                    | ムスワティ3世                                                | 1986年04月25日  |
| エスワティニ                     | 王母                                                    | ヌトンビ                                                     | 1986年04月25日  |
| エスワティニ                     | 首相                                                    | ラッセル・ドラミニ                                           | 2023年11月04日  |
| エチオピア                       | 大統領                                                  | タイエ・アツケセラシエ                                       | 2024年10月07日  |
| エチオピア                       | 首相                                                    | アビィ・アハメド                                             | 2018年04月02日  |
| エリトリア                       | 大統領                                                  | イサイアス・アフェウェルキ                                   | 1993年05月24日  |
| エルサルバドル                   | 大統領                                                  | ナジブ・ブケレ                                               | 2019年06月01日  |
| オーストラリア                   | 国王                                                    | チャールズ3世                                                | 2022年09月08日  |
| オーストラリア                   | 総督（連邦総督）                                        | サム・モスティン                                             | 2024年07月01日  |
| オーストラリア                   | 首相（連邦首相）                                        | アンソニー・アルバニージー                                   | 2022年05月23日  |
| オーストリア                     | 連邦大統領                                              | アレクサンダー・ファン・デア・ベレン                         | 2017年01月26日  |
| オーストリア                     | 連邦首相（連邦宰相）                                    | クリスティアン・シュトッカー                                 | 2025年03月03日  |
| オマーン                         | スルターン（国王） 首相                                 | ハイサム・ビン・ターリク・アール＝サイード                   | 2020年01月11日  |
| オランダ                         | 国王                                                    | ウィレム＝アレクサンダー                                     | 2013年04月30日  |
| オランダ                         | 大臣主席 総務大臣                                       | ディック・スホーフ                                           | 2024年07月02日  |
| ガーナ                           | 大統領                                                  | ジョン・ドラマニ・マハマ                                     | 2025年01月07日  |
| カーボベルデ                     | 大統領                                                  | ジョゼ・マリア・ヌヴェス                                     | 2021年11月09日  |
| カーボベルデ                     | 首相                                                    | ユリス・コレイア・エ・シルバ                                 | 2016年04月22日  |
| ガイアナ                         | 大統領                                                  | イルファーン・アリ                                           | 2020年08月02日  |
| ガイアナ                         | 首相 第一副大統領                                       | マーク・フィリップス                                         | 2020年08月02日  |
| カザフスタン                     | 大統領                                                  | カシムジョマルト・トカエフ                                   | 2019年03月20日  |
| カザフスタン                     | 首相                                                    | オルジャス・ベクテノフ                                       | 2024年02月06日  |
| カタール                         | 首長（アミール）                                        | タミーム・ビン・ハマド・アール＝サーニー                     | 2013年06月25日  |
| カタール                         | 首相                                                    | ムハンマド・ビン・アブドゥッラフマーン・アール＝サーニー     | 2023年03月07日  |
| カナダ                           | 国王                                                    | チャールズ3世                                                | 2022年09月08日  |
| カナダ                           | 総督                                                    | メアリー・サイモン                                           | 2021年07月26日  |
| カナダ                           | 首相                                                    | マーク・カーニー                                             | 2025年03月14日  |
| ガボン                           | 大統領                                                  | ブリス・クロテール・オリギ・ンゲマ                           | 2023年09月04日  |
| ガボン                           | 政府副大統領                                            | アレクサンドル・バロ・シャンブリエ                           | 2025年05月05日  |
| カメルーン                       | 大統領                                                  | ポール・ビヤ                                                 | 1982年11月06日  |
| カメルーン                       | 首相                                                    | ジョセフ・ングテ                                             | 2019年01月04日  |
| 韓国                             | 大統領 国務会議議長                                     | 李在明                                                       | 2025年06月04日  |
| 韓国                             | 国務総理                                                | 金民錫                                                       | 2025年07月03日  |
| ガンビア                         | 大統領                                                  | アダマ・バロウ                                               | 2017年01月19日  |
| カンボジア                       | 国王                                                    | ノロドム・シハモニ                                           | 2004年10月14日  |
| カンボジア                       | 首相                                                    | フン・マネット                                               | 2023年08月22日  |
| 北朝鮮                           | 朝鮮労働党総書記 朝鮮労働党中央軍事委員会委員長         | 金正恩                                                       | 2012年04月11日  |
| 北朝鮮                           | 国務委員会委員長                                        | 金正恩                                                       | 2016年06月29日  |
| 北朝鮮                           | 内閣総理                                                | 朴泰成                                                       | 2024年12月29日  |
| 北マケドニア                     | 大統領                                                  | ゴルダナ・シルヤノフスカ＝ダフコバ                           | 2024年05月12日  |
| 北マケドニア                     | 政府首班                                                | フリスティヤン・ミツコスキ                                   | 2024年06月23日  |
| ギニア                           | 大統領                                                  | ママディ・ドゥンブヤ（暫定）                                 | 2021年10月01日  |
| ギニア                           | 首相                                                    | バー・ウリ                                                   | 2024年02月27日  |
| ギニアビサウ                     | 大統領                                                  | ウマロ・シソコ・エンバロ                                     | 2020年02月27日  |
| ギニアビサウ                     | 首相                                                    | ブライマ・カマラ                                             | 2025年08月08日  |
| キプロス                         | 大統領                                                  | ニコス・フリストドゥリディス                                 | 2023年02月28日  |
| キューバ                         | キューバ共産党中央委員会第一書記                        | ミゲル・ディアス＝カネル                                     | 2021年04月19日  |
| キューバ                         | 大統領                                                  | ミゲル・ディアス＝カネル                                     | 2019年10月10日  |
| キューバ                         | 首相                                                    | マヌエル・マレロ                                             | 2019年12月21日  |
| ギリシャ                         | 大統領                                                  | コンスタンティノス・タスラス                                 | 2025年03月13日  |
| ギリシャ                         | 首相                                                    | キリアコス・ミツォタキス                                     | 2023年06月26日  |
| キリバス                         | 大統領                                                  | タネスィ・マアマウ                                           | 2016年03月11日  |
| キルギス                         | 大統領                                                  | サディル・ジャパロフ                                         | 2021年01月28日  |
| キルギス                         | 閣僚会議議長                                            | アディルベク・カスィマリエフ                                 | 2024年12月16日  |
| グアテマラ                       | 大統領                                                  | ベルナルド・アレバロ                                         | 2024年01月15日  |
| クウェート                       | 首長（アミール）                                        | ミシュアル・アル＝アフマド・アル＝ジャービル・アッ＝サバーハ | 2023年12月16日  |
| クウェート                       | 首相                                                    | アフマド・アル＝アブドゥッラー・アッ＝サバーハ               | 2024年04月15日  |
| グレナダ                         | 国王                                                    | チャールズ3世                                                | 2022年09月08日  |
| グレナダ                         | 総督                                                    | セシル・ラ・グレネード                                       | 2013年05月07日  |
| グレナダ                         | 首相                                                    | ディコン・ミッチェル                                         | 2022年06月24日  |
| クロアチア                       | 大統領                                                  | ゾラン・ミラノヴィッチ                                       | 2020年02月19日  |
| クロアチア                       | 政府首班                                                | アンドレイ・プレンコビッチ                                   | 2016年10月19日  |
| ケニア                           | 大統領                                                  | ウィリアム・ルト                                             | 2022年09月13日  |
| ケニア                           | 内閣筆頭長官                                            | ムサリア・ムダバディ                                         | 2022年10月27日  |
| コートジボワール                 | 大統領                                                  | アラサン・ワタラ                                             | 2010年12月04日  |
| コートジボワール                 | 首相                                                    | ロベール・ブーグレ・マンベ                                   | 2023年10月16日  |
| コスタリカ                       | 大統領                                                  | ロドリゴ・チャベス・ロブレス                                 | 2022年05月08日  |
| コモロ                           | 大統領                                                  | アザリ・アスマニ                                             | 2016年05月26日  |
| コロンビア                       | 大統領                                                  | グスタボ・ペトロ                                             | 2022年08月07日  |
| コンゴ共和国                     | 大統領                                                  | ドニ・サスヌゲソ                                             | 1997年10月25日  |
| コンゴ共和国                     | 首相                                                    | アナトール・コリネ・マコソ                                   | 2021年05月12日  |
| コンゴ民主共和国                 | 大統領                                                  | フェリックス・チセケディ                                     | 2019年01月25日  |
| コンゴ民主共和国                 | 首相                                                    | ジュディス・スミンワ                                         | 2024年06月12日  |
| サウジアラビア                   | 国王                                                    | サルマーン・ビン・アブドゥルアズィーズ・アール＝サウード     | 2015年01月23日  |
| サウジアラビア                   | 閣僚評議会議長                                          | ムハンマド・ビン・サルマーン                                 | 2022年09月27日  |
| サモア                           | オ・レ・アオ・オ・レ・マーロー                          | トゥイマレアリッイファノ・スアラウヴィ2世                    | 2017年07月21日  |
| サモア                           | 首相                                                    | フィアメ・ナオミ・マタアファ                                 | 2021年05月24日  |
| サントメ・プリンシペ             | 大統領                                                  | カルロス・ビラ・ノヴァ                                       | 2021年10月02日  |
| サントメ・プリンシペ             | 首相                                                    | アメリコ・ラモス                                             | 2025年01月12日  |
| ザンビア                         | 大統領                                                  | ハカインデ・ヒチレマ                                         | 2021年08月24日  |
| サンマリノ                       | 執政                                                    | デニス・ブロンゼッティ                                       | 2025年04月01日  |
| サンマリノ                       | 執政                                                    | イタロ・リギ                                                 | 2025年04月01日  |
| シエラレオネ                     | 大統領                                                  | ジュリウス・マーダ・ビオ                                     | 2018年04月04日  |
| シエラレオネ                     | 首席大臣                                                | デビッド・モイニナ・センゲ                                   | 2023年07月10日  |
| ジブチ                           | 大統領                                                  | イスマイル・オマル・ゲレ                                     | 1999年05月08日  |
| ジブチ                           | 首相                                                    | アブドゥルカデル・カミル・モハメッド                         | 2013年04月01日  |
| ジャマイカ                       | 国王                                                    | チャールズ3世                                                | 2022年09月08日  |
| ジャマイカ                       | 総督                                                    | パトリック・アレン                                           | 2009年02月26日  |
| ジャマイカ                       | 首相                                                    | アンドリュー・ホルネス                                       | 2016年03月03日  |
| ジョージア                       | 大統領                                                  | ミヘイル・カベラシヴィリ                                     | 2024年12月29日  |
| ジョージア                       | 首相                                                    | イラクリ・コバヒゼ                                           | 2024年02月08日  |
| シリア                           | 大統領                                                  | アフマド・フサイン・アッ＝シャルウ（暫定）                   | 2025年01月29日  |
| シンガポール                     | 大統領                                                  | ターマン・シャンムガラトナム                                 | 2023年09月14日  |
| シンガポール                     | 首相                                                    | ローレンス・ウォン                                           | 2024年05月15日  |
| ジンバブエ                       | 大統領                                                  | エマーソン・ムナンガグワ                                     | 2017年11月24日  |
| スイス                           | 連邦参事                                                | カリン・ケラー＝ズッター（連邦大統領）                       | 2019年01月01日  |
| スイス                           | 連邦参事                                                | ギー・パルムラン（連邦副大統領）                             | 2016年01月01日  |
| スイス                           | 連邦参事                                                | イニャツィオ・カシス                                         | 2017年11月01日  |
| スイス                           | 連邦参事                                                | ヴィオラ・アムヘルト                                         | 2019年01月01日  |
| スイス                           | 連邦参事                                                | アルバート・レスティ                                         | 2023年01月01日  |
| スイス                           | 連邦参事                                                | エリーザベト・ボーム＝シュナイダー                           | 2023年01月01日  |
| スイス                           | 連邦参事                                                | ベアト・ヤンス                                               | 2024年01月01日  |
| スウェーデン                     | 国王                                                    | カール16世グスタフ                                           | 1973年09月15日  |
| スウェーデン                     | 首相                                                    | ウルフ・クリスターソン                                       | 2022年10月18日  |
| スーダン                         | 主権評議会議長                                          | アブドゥルファッターハ・アブドッラフマーン・ブルハーン       | 2021年11月11日  |
| スーダン                         | 首相                                                    | カミール・イドリス                                           | 2025年05月31日  |
| スペイン                         | 国王                                                    | フェリペ6世                                                  | 2014年06月19日  |
| スペイン                         | 政府首班                                                | ペドロ・サンチェス                                           | 2018年06月02日  |
| スリナム                         | 大統領                                                  | チャン・サントクヒ                                           | 2020年07月16日  |
| スリランカ                       | 大統領                                                  | アヌラ・クマラ・ディサナヤカ                                 | 2024年09月23日  |
| スリランカ                       | 首相                                                    | ハリニ・アマラスリヤ                                         | 2024年09月24日  |
| スロバキア                       | 大統領                                                  | ペテル・ペレグリニ                                           | 2024年06月15日  |
| スロバキア                       | 政府議長                                                | ロベルト・フィツォ                                           | 2023年10月25日  |
| スロベニア                       | 大統領                                                  | ナターシャ・ピルツ・ムサール                                 | 2022年12月23日  |
| スロベニア                       | 政府首班                                                | ロベルト・ゴロブ                                             | 2022年05月25日  |
| セーシェル                       | 大統領                                                  | ワベル・ラムカラワン                                         | 2020年10月26日  |
| 赤道ギニア                       | 大統領                                                  | テオドロ・オビアン・ンゲマ                                   | 1979年08月03日  |
| 赤道ギニア                       | 首相                                                    | マヌエル・オサ・ヌスエ・ヌスア                               | 2024年08月16日  |
| セネガル                         | 大統領                                                  | バシル・ジョマイ・ファイ                                     | 2024年04月02日  |
| セネガル                         | 首相                                                    | ウスマン・ソンコ                                             | 2024年04月03日  |
| セルビア                         | 大統領                                                  | アレクサンダル・ヴチッチ                                     | 2017年03月31日  |
| セルビア                         | 政府首班                                                | ジュロ・マツット                                             | 2025年04月16日  |
| セントクリストファー・ネイビス   | 国王                                                    | チャールズ3世                                                | 2022年09月08日  |
| セントクリストファー・ネイビス   | 総督                                                    | マルセラ・リバード                                           | 2023年02月01日  |
| セントクリストファー・ネイビス   | 首相                                                    | テランス・ドリュー                                           | 2022年08月06日  |
| セントビンセント・グレナディーン | 国王                                                    | チャールズ3世                                                | 2022年09月08日  |
| セントビンセント・グレナディーン | 総督                                                    | スーザン・ドゥーガン                                         | 2019年08月01日  |
| セントビンセント・グレナディーン | 首相                                                    | ラルフ・ゴンサルヴェス                                       | 2001年03月28日  |
| セントルシア                     | 国王                                                    | チャールズ3世                                                | 2022年09月08日  |
| セントルシア                     | 総督                                                    | エロール・チャールズ（代行）                                 | 2021年11月11日  |
| セントルシア                     | 首相                                                    | フィリップ・ピエール                                         | 2021年07月28日  |
| ソマリア                         | 大統領                                                  | ハッサン・シェイク・モハムド                                 | 2022年05月23日  |
| ソマリア                         | 首相                                                    | ハムザ・アブディ・バーレ                                     | 2022年06月25日  |
| ソロモン諸島                     | 国王                                                    | チャールズ3世                                                | 2022年09月08日  |
| ソロモン諸島                     | 総督                                                    | デビッド・ティヴァ・カプ                                     | 2024年07月07日  |
| ソロモン諸島                     | 首相                                                    | ジャーマイア・マネレ                                         | 2024年05月02日  |
| タイ                             | 国王                                                    | ラーマ10世                                                   | 2016年10月13日  |
| タイ                             | 首相                                                    | ペートンターン・シナワット（職務停止中）                     | 2024年08月18日  |
| タイ                             | 首相                                                    | プームタム・ウェーチャヤチャイ（代行）                       | 2025年07月03日  |
| タジキスタン                     | 大統領                                                  | エモマリ・ラフモン                                           | 1994年11月16日  |
| タジキスタン                     | 首相                                                    | コヒル・ラスルゾダ                                           | 2013年11月23日  |
| タンザニア                       | 大統領                                                  | サミア・スルフ・ハッサン                                     | 2021年03月19日  |
| タンザニア                       | 首相                                                    | カシム・マジャリワ                                           | 2015年11月20日  |
| チェコ                           | 大統領                                                  | ペトル・パヴェル                                             | 2023年03月09日  |
| チェコ                           | 政府議長                                                | ペトル・フィアラ                                             | 2021年12月17日  |
| チャド                           | 大統領                                                  | マハマト・デビ                                               | 2024年05月23日  |
| チャド                           | 首相                                                    | アラメー・ハリナ                                             | 2024年05月23日  |
| 中央アフリカ                     | 大統領                                                  | フォースタン＝アルシャンジュ・トゥアデラ                     | 2016年03月30日  |
| 中央アフリカ                     | 首相                                                    | フェリックス・モルア                                         | 2022年02月09日  |
| 中国                             | 中国共産党中央委員会総書記 中国共産党中央軍事委員会主席 | 習近平                                                       | 2012年11月15日  |
| 中国                             | 国家主席 国家中央軍事委員会主席                         | 習近平                                                       | 2013年03月14日  |
| 中国                             | 国務院総理                                              | 李強                                                         | 2023年03月11日  |
| チュニジア                       | 大統領                                                  | カイス・サイード                                             | 2019年10月23日  |
| チュニジア                       | 首相                                                    | サーラ・ザアファラーニ                                       | 2025年03月21日  |
| チリ                             | 大統領                                                  | ガブリエル・ボリッチ                                         | 2022年03月11日  |
| ツバル                           | 国王                                                    | チャールズ3世                                                | 2022年09月08日  |
| ツバル                           | 総督                                                    | トフィガ・ヴァエヴァル・ファラニ                             | 2021年09月28日  |
| ツバル                           | 首相                                                    | フェレティ・テオ                                             | 2024年02月26日  |
| デンマーク                       | 国王                                                    | フレゼリク10世                                               | 2024年01月14日  |
| デンマーク                       | 首相                                                    | メッテ・フレデリクセン                                       | 2019年06月27日  |
| ドイツ                           | 連邦大統領                                              | フランク＝ヴァルター・シュタインマイヤー                     | 2017年03月19日  |
| ドイツ                           | 連邦首相（連邦宰相）                                    | フリードリヒ・メルツ                                         | 2025年05月06日  |
| トーゴ                           | 大統領                                                  | ジャン＝リュシアン・サヴィ・デ・トーヴ                       | 2025年05月03日  |
| トーゴ                           | 閣僚評議会議長                                          | フォール・ニャシンベ                                         | 2025年05月03日  |
| ドミニカ共和国                   | 大統領                                                  | ルイス・アビナデル                                           | 2020年08月16日  |
| ドミニカ国                       | 大統領                                                  | シルバニー・バートン                                         | 2023年10月02日  |
| ドミニカ国                       | 首相                                                    | ルーズベルト・スカーリット                                   | 2004年01月08日  |
| トリニダード・トバゴ             | 大統領                                                  | クリスティン・カンガルー                                     | 2023年03月20日  |
| トリニダード・トバゴ             | 首相                                                    | カムラ・パサード＝ビセッサー                                 | 2025年05月01日  |
| トルクメニスタン                 | 人民評議会議長                                          | グルバングル・ベルディムハメドフ                             | 2021年04月14日  |
| トルクメニスタン                 | 大統領 閣僚会議議長                                     | セルダル・ベルディムハメドフ                                 | 2022年03月19日  |
| トルコ                           | 大統領                                                  | レジェップ・タイイップ・エルドアン                           | 2014年08月28日  |
| トンガ                           | 国王                                                    | トゥポウ6世                                                  | 2012年03月18日  |
| トンガ                           | 首相                                                    | アイサケ・エケ                                               | 2024年01月22日  |
| ナイジェリア                     | 大統領                                                  | ボラ・ティヌブ                                               | 2023年05月29日  |
| ナウル                           | 大統領                                                  | デビッド・アデアン                                           | 2023年10月30日  |
| ナミビア                         | 大統領                                                  | ネトゥンボ・ナンディ＝ンダイトワ                             | 2025年03月21日  |
| ナミビア                         | 首相                                                    | サーラ・クーゴンゲルワ                                       | 2015年03月21日  |
| ニカラグア                       | 共同大統領                                              | ダニエル・オルテガ                                           | 2007年01月10日  |
| ニカラグア                       | 共同大統領                                              | ロサリオ・ムリージョ                                         | 2025年02月18日  |
| ニジェール                       | 大統領                                                  | アブドゥラハマネ・チアニ                                     | 2025年03月26日  |
| ニジェール                       | 首相                                                    | アリ・ラミネ・ゼイン                                         | 2023年08月07日  |
| 日本                             | 天皇                                                    | 徳仁                                                         | 2019年05月01日  |
| 日本                             | 内閣総理大臣                                            | 石破茂                                                       | 2024年10月01日  |
| ニュージーランド                 | 国王                                                    | チャールズ3世                                                | 2022年09月08日  |
| ニュージーランド                 | 総督                                                    | シンディ・キロ                                               | 2021年10月21日  |
| ニュージーランド                 | 首相                                                    | クリストファー・ラクソン                                     | 2023年11月27日  |
| ネパール                         | 大統領                                                  | ラム・チャンドラ・パウデル                                   | 2023年03月13日  |
| ネパール                         | 首相                                                    | K.P.シャルマ・オリ                                           | 2024年07月15日  |
| ノルウェー                       | 国王                                                    | ハーラル5世                                                  | 1991年01月17日  |
| ノルウェー                       | 首相                                                    | ヨーナス＝ガール・ストーレ                                   | 2021年10月14日  |
| バーレーン                       | 国王                                                    | ハマド・ビン・イーサ・アール・ハリーファ                     | 2002年02月14日  |
| バーレーン                       | 首相                                                    | サルマーン・ビン・ハマド・アール・ハリーファ                 | 2020年11月11日  |
| ハイチ                           | 大統領                                                  | （空席）                                                     | 2024年04月25日  |
| ハイチ                           | 暫定大統領評議会                                        | レスリー・ヴォルテール                                       | 2024年04月25日  |
| ハイチ                           | 暫定大統領評議会                                        | エドガール・ルブラン・フィス                                 | 2024年04月25日  |
| ハイチ                           | 暫定大統領評議会                                        | フリッツ・ジャン                                             | 2024年04月25日  |
| ハイチ                           | 暫定大統領評議会                                        | スミス・オーギュスタン                                       | 2024年04月25日  |
| ハイチ                           | 暫定大統領評議会                                        | ローラン・サン＝シル（議長）                                 | 2024年04月25日  |
| ハイチ                           | 暫定大統領評議会                                        | エマニュエル・ヴェルティレール                               | 2024年04月25日  |
| ハイチ                           | 暫定大統領評議会                                        | ルイ・ジェラール・ジル                                       | 2024年04月25日  |
| ハイチ                           | 暫定大統領評議会                                        | レジン・アブラハム（オブザーバー）                           | 2024年04月25日  |
| ハイチ                           | 暫定大統領評議会                                        | フリネル・ジョセフ（オブザーバー）                           | 2024年04月25日  |
| ハイチ                           | 首相                                                    | アリックス・ディディエ・フィス＝エメ                         | 2024年11月11日  |
| パキスタン                       | 大統領                                                  | アースィフ・アリー・ザルダーリー                             | 2024年03月10日  |
| パキスタン                       | 首相                                                    | シャバーズ・シャリフ                                         | 2024年03月03日  |
| バチカン （ 聖座）               | 教皇                                                    | レオ14世                                                     | 2025年05月08日  |
| バチカン （ 聖座）               | 国務省長官                                              | ピエトロ・パロリン（暫定）                                   | 2025年05月09日  |
| バチカン （ 聖座）               | 行政庁長官 市国委員会議長                               | ラファエラ・ペトリーニ（暫定）                               | 2025年05月09日  |
| パナマ                           | 大統領                                                  | ホセ・ラウル・ムリーノ                                       | 2024年07月01日  |
| バヌアツ                         | 大統領                                                  | ニケニケ・ヴロバラヴ                                         | 2022年07月23日  |
| バヌアツ                         | 首相                                                    | ジョサム・ナパット                                           | 2025年02月11日  |
| バハマ                           | 国王                                                    | チャールズ3世                                                | 2022年09月08日  |
| バハマ                           | 総督                                                    | シンシア・A・プラット                                        | 2023年09月01日  |
| バハマ                           | 首相                                                    | フィリップ・デイヴィス                                       | 2021年09月17日  |
| パプアニューギニア               | 国王                                                    | チャールズ3世                                                | 2022年09月09日  |
| パプアニューギニア               | 総督                                                    | ボブ・ダダイ                                                 | 2017年02月28日  |
| パプアニューギニア               | 首相                                                    | ジェームズ・マラペ                                           | 2019年05月30日  |
| パラオ                           | 大統領                                                  | スランゲル・ウィップス・ジュニア                             | 2021年01月21日  |
| パラグアイ                       | 大統領                                                  | サンティアゴ・ペニャ                                         | 2023年08月15日  |
| バルバドス                       | 大統領                                                  | サンドラ・メイソン                                           | 2021年11月30日  |
| バルバドス                       | 首相                                                    | ミア・モトリー                                               | 2018年05月25日  |
| パレスチナ                       | 大統領                                                  | マフムード・アッバース                                       | 2005年01月15日  |
| パレスチナ                       | 首相                                                    | ムハンマド・ムスタファ                                       | 2024年03月31日  |
| ハンガリー                       | 大統領                                                  | シュヨク・タマーシュ                                         | 2024年03月05日  |
| ハンガリー                       | 大臣主席                                                | オルバーン・ヴィクトル                                       | 2010年05月29日  |
| バングラデシュ                   | 大統領                                                  | モハンマド・シャハブッディン                                 | 2023年04月24日  |
| バングラデシュ                   | 首席顧問                                                | ムハマド・ユヌス                                             | 2024年08月08日  |
| 東ティモール                     | 大統領                                                  | ジョゼ・ラモス＝ホルタ                                       | 2022年05月20日  |
| 東ティモール                     | 首相                                                    | シャナナ・グスマン                                           | 2023年07月01日  |
| フィジー                         | 大統領                                                  | ナインガマ・ラランバラヴ                                     | 2024年11月12日  |
| フィジー                         | 首相                                                    | シティベニ・ランブカ                                         | 2022年12月24日  |
| フィリピン                       | 大統領                                                  | ボンボン・マルコス                                           | 2022年06月30日  |
| フィンランド                     | 大統領                                                  | アレクサンデル・ストゥブ                                     | 2024年03月01日  |
| フィンランド                     | 首相                                                    | ペッテリ・オルポ                                             | 2023年06月20日  |
| ブータン                         | 国王                                                    | ジグミ・ケサル・ナムゲル・ワンチュク                         | 2006年12月14日  |
| ブータン                         | 首相                                                    | ツェリン・トブゲ                                             | 2024年01月28日  |
| ブラジル                         | 大統領                                                  | ルイス・イナシオ・ルーラ・ダ・シルヴァ                       | 2023年01月01日  |
| フランス                         | 大統領                                                  | エマニュエル・マクロン                                       | 2017年05月14日  |
| フランス                         | 首相 国務院長官                                         | フランソワ・バイル                                           | 2024年12月13日  |
| ブルガリア                       | 大統領                                                  | ルメン・ラデフ                                               | 2017年01月22日  |
| ブルガリア                       | 首相                                                    | ロセン・ジェリャスコフ                                       | 2025年01月16日  |
| ブルキナファソ                   | 大統領                                                  | イブラヒム・トラオレ（暫定）                                 | 2022年09月30日  |
| ブルキナファソ                   | 首相                                                    | ジャン・エマニュエル・ウエドラオゴ（暫定）                   | 2024年12月07日  |
| ブルネイ                         | 国王 首相                                               | ハサナル・ボルキア                                           | 1967年10月04日  |
| ブルンジ                         | 大統領                                                  | エヴァリステ・ヌダイシミエ                                   | 2020年06月18日  |
| ブルンジ                         | 首相                                                    | ネストル・ンタホンチュイエ                                   | 2025年08月05日  |
| ベトナム                         | ベトナム共産党中央執行委員会書記長                      | トー・ラム                                                   | 2024年08月03日  |
| ベトナム                         | 国家主席                                                | ルオン・クオン                                               | 2024年10月21日  |
| ベトナム                         | 首相                                                    | ファム・ミン・チン                                           | 2021年04月05日  |
| ベナン                           | 大統領                                                  | パトリス・タロン                                             | 2016年04月06日  |
| ベネズエラ                       | 大統領                                                  | ニコラス・マドゥロ                                           | 2013年03月05日  |
| ベラルーシ                       | 大統領                                                  | アレクサンドル・ルカシェンコ                                 | 1994年07月10日  |
| ベラルーシ                       | 首相                                                    | アリャクサンドル・トゥルチン                                 | 2025年03月10日  |
| ベリーズ                         | 国王                                                    | チャールズ3世                                                | 2022年09月08日  |
| ベリーズ                         | 総督                                                    | フロイラ・ツァラム                                           | 2021年05月27日  |
| ベリーズ                         | 首相                                                    | ジョニー・ブリセーニョ                                       | 2020年11月12日  |
| ペルー                           | 大統領                                                  | ディナ・ボルアルテ                                           | 2022年12月07日  |
| ペルー                           | 閣僚評議会議長                                          | エドゥアルド・アラナ                                         | 2025年05月14日  |
| ベルギー                         | 国王                                                    | フィリップ                                                   | 2013年07月21日  |
| ベルギー                         | 首相                                                    | バルト・デウェーフェル                                       | 2025年02月03日  |
| ポーランド                       | 大統領                                                  | カロル・ナヴロツキ                                           | 2025年08月06日  |
| ポーランド                       | 閣僚評議会議長                                          | ドナルド・トゥスク                                           | 2023年12月13日  |
| ボスニア・ヘルツェゴビナ         | 和平履行評議会上級代表                                  | クリスティアン・シュミット                                   | 2021年08月01日  |
| ボスニア・ヘルツェゴビナ         | 大統領評議会                                            | デニス・ベチロビッチ                                         | 2022年11月16日  |
| ボスニア・ヘルツェゴビナ         | 大統領評議会                                            | ジェリカ・ツヴィヤノヴィッチ                                 | 2022年11月16日  |
| ボスニア・ヘルツェゴビナ         | 大統領評議会                                            | ジェリコ・コムシッチ（議長）                                 | 2018年11月20日  |
| ボスニア・ヘルツェゴビナ         | 閣僚評議会議長                                          | ボリャナ・クリシュト                                         | 2023年01月25日  |
| ボツワナ                         | 大統領                                                  | ドゥマ・ボコ                                                 | 2024年11月01日  |
| ボリビア                         | 大統領                                                  | ルイス・アルセ                                               | 2020年11月08日  |
| ポルトガル                       | 大統領                                                  | マルセロ・レベロ・デ・ソウザ                                 | 2016年03月09日  |
| ポルトガル                       | 首相                                                    | ルイス・モンテネグロ                                         | 2024年04月02日  |
| ホンジュラス                     | 大統領                                                  | シオマラ・カストロ                                           | 2022年01月27日  |
| マーシャル諸島                   | 大統領                                                  | ヒルダ・ハイネ                                               | 2024年01月03日  |
| マダガスカル                     | 大統領                                                  | アンドリー・ラジョエリナ                                     | 2023年12月16日  |
| マダガスカル                     | 首相                                                    | クリスチャン・ンツァイ                                       | 2018年06月06日  |
| マラウイ                         | 大統領                                                  | ラツルス・チャクウェラ                                       | 2020年06月07日  |
| マリ                             | 大統領                                                  | アシミ・ゴイタ（移行）                                       | 2021年05月28日  |
| マリ                             | 首相                                                    | アブドゥライ・マイガ（暫定）                                 | 2024年11月22日  |
| マルタ                           | 大統領                                                  | ミリアム・スピテリ・デボノ                                   | 2024年04月04日  |
| マルタ                           | 首相                                                    | ロベルト・アベーラ                                           | 2020年01月13日  |
| マレーシア                       | 国王                                                    | イブラヒム                                                   | 2024年01月31日  |
| マレーシア                       | 首相                                                    | アンワル・イブラヒム                                         | 2022年11月24日  |
| ミクロネシア連邦                 | 大統領                                                  | ウェスリー・シミナ                                           | 2023年05月11日  |
| 南アフリカ共和国                 | 大統領                                                  | シリル・ラマポーザ                                           | 2018年02月14日  |
| 南スーダン                       | 大統領                                                  | サルバ・キール・マヤルディ                                   | 2011年07月09日  |
| ミャンマー（軍事政権）           | 国家安全保障・平和委員会委員長                          | ミン・アウン・フライン                                       | 2021年02月02日  |
| ミャンマー（軍事政権）           | 大統領代行                                              | ミン・アウン・フライン                                       | 2024年07月22日  |
| ミャンマー（軍事政権）           | 暫定首相                                                | ニョー・ソー                                                 | 2025年07月31日  |
| ミャンマー（国民統一政府）       | 大統領                                                  | ウィンミン（拘束中）                                         | 2018年03月30日  |
| ミャンマー（国民統一政府）       | 大統領                                                  | ドゥワ・ラシ・ラー（代行）                                   | 2021年04月16日  |
| ミャンマー（国民統一政府）       | 国家顧問                                                | アウンサンスーチー（拘束中）                                 | 2016年04月06日  |
| ミャンマー（国民統一政府）       | 首相                                                    | マン・ウィン・カイン・タン                                   | 2021年04月16日  |
| メキシコ                         | 大統領                                                  | クラウディア・シェインバウム                                 | 2024年10月01日  |
| モーリシャス                     | 大統領                                                  | ダランビア・ゴクール                                         | 2024年12月07日  |
| モーリシャス                     | 首相                                                    | ナヴィン・ラングーラム                                       | 2024年11月13日  |
| モーリタニア                     | 大統領                                                  | モハメド・ウルド・ガズワニ                                   | 2019年08月01日  |
| モーリタニア                     | 首相                                                    | モクタル・ウルド・ジャイ                                     | 2024年08月02日  |
| モザンビーク                     | 大統領                                                  | ダニエル・チャポ                                             | 2025年01月15日  |
| モザンビーク                     | 首相                                                    | マリア・ベンビンダ・レヴィ                                   | 2025年01月17日  |
| モナコ                           | 大公                                                    | アルベール2世                                                | 2005年04月06日  |
| モナコ                           | 国務大臣                                                | クリストフ・ミルマン                                         | 2025年07月21日  |
| モルディブ                       | 大統領                                                  | モハメド・ムイズ                                             | 2023年11月17日  |
| モルドバ                         | 大統領                                                  | マイア・サンドゥ                                             | 2020年12月24日  |
| モルドバ                         | 首相                                                    | ドリン・レチャン                                             | 2023年02月16日  |
| モロッコ                         | 国王                                                    | ムハンマド6世                                                | 1999年07月23日  |
| モロッコ                         | 首相                                                    | アジズ・アハヌッシュ                                         | 2021年10月07日  |
| モンゴル                         | 大統領                                                  | ウフナーギーン・フレルスフ                                   | 2021年06月25日  |
| モンゴル                         | 首相                                                    | ゴンボジャブ・ザンダンシャタル                               | 2025年06月13日  |
| モンテネグロ                     | 大統領                                                  | ヤコフ・ミラトビッチ                                         | 2023年05月20日  |
| モンテネグロ                     | 首相                                                    | ミロイコ・スパイッチ                                         | 2023年10月31日  |
| ヨルダン                         | 国王                                                    | アブドゥッラー2世                                            | 1999年02月07日  |
| ヨルダン                         | 首相                                                    | ジャアファル・ハッサーン                                     | 2024年09月15日  |
| ラオス                           | ラオス人民革命党中央委員会書記長                        | トーンルン・シースリット                                     | 2021年03月22日  |
| ラオス                           | 国家主席                                                | トーンルン・シースリット                                     | 2021年03月22日  |
| ラオス                           | 首相                                                    | ソーンサイ・シーパンドーン                                   | 2022年12月30日  |
| ラトビア                         | 大統領                                                  | エドガルス・リンケービッチ                                   | 2023年07月08日  |
| ラトビア                         | 首相                                                    | エビカ・シリニャ                                             | 2023年09月15日  |
| リトアニア                       | 大統領                                                  | ギタナス・ナウセダ                                           | 2019年07月12日  |
| リトアニア                       | 首相                                                    | リマンタス・シャジュス（代行）                               | 2025年08月04日  |
| リビア                           | 大統領評議会議長                                        | ムハンマド・アル＝メンフィ                                   | 2021年03月10日  |
| リビア                           | 首相（国民合意政府）                                    | アブドゥルハミード・ドベイバ                                 | 2021年03月15日  |
| リビア                           | 首相（代議院選出）                                      | ファトヒー・バーシュアガー                                   | 2022年03月03日  |
| リヒテンシュタイン               | 公                                                      | ハンス・アダム2世                                            | 1989年11月13日  |
| リヒテンシュタイン               | 代行者                                                  | アロイス・フォン・リヒテンシュタイン                         | 2004年08月15日  |
| リヒテンシュタイン               | 首相                                                    | ブリギッテ・ハース                                           | 2025年04月10日  |
| リベリア                         | 大統領                                                  | ジョセフ・ボアカイ                                           | 2024年01月22日  |
| ルーマニア                       | 大統領                                                  | ニクショル・ダン                                             | 2025年05月26日  |
| ルーマニア                       | 首相                                                    | イリエ・ボロジャン                                           | 2025年06月23日  |
| ルクセンブルク                   | 大公                                                    | アンリ                                                       | 2000年10月07日  |
| ルクセンブルク                   | 摂政                                                    | ギヨーム                                                     | 2024年10月08日  |
| ルクセンブルク                   | 首相                                                    | リュック・フリーデン                                         | 2023年11月17日  |
| ルワンダ                         | 大統領                                                  | ポール・カガメ                                               | 2000年04月22日  |
| ルワンダ                         | 首相                                                    | エドゥアール・ンギレンテ                                     | 2017年08月30日  |
| レソト                           | 国王                                                    | レツィエ3世                                                  | 1996年02月07日  |
| レソト                           | 首相                                                    | サム・マテカネ                                               | 2022年10月28日  |
| レバノン                         | 大統領                                                  | ジョゼフ・アウン                                             | 2025年01月09日  |
| レバノン                         | 閣僚評議会議長                                          | ナウワーフ・サラーム                                         | 2025年02月08日  |
| ロシア                           | 大統領                                                  | ウラジーミル・プーチン                                       | 2012年05月07日  |
| ロシア                           | 政府議長（連邦政府議長）                                | ミハイル・ミシュスティン                                     | 2020年01月16日  |

## 国家の承認を得る国が少ない、またはない国
| 国名             | 役職                 | 名前                                     | 就任           |
| ---------------- | -------------------- | ---------------------------------------- | -------------- |
| アブハジア       | 大統領               | バドラ・グンバ                           | 2025年04月02日 |
| アブハジア       | 首相                 | ウラジーミル・デルバ                     | 2025年04月03日 |
| 沿ドニエストル   | 大統領               | ワジム・クラスノセリスキー               | 2016年12月16日 |
| 沿ドニエストル   | 政府議長             | アレクサンドル・ローゼンベルグ           | 2022年05月30日 |
| 北キプロス       | 大統領               | エルシン・タタール                       | 2020年10月23日 |
| 北キプロス       | 首相                 | ユナル・ユステル                         | 2022年05月12日 |
| クック諸島       | 国王                 | チャールズ3世                            | 2022年09月08日 |
| クック諸島       | 国王名代             | トム・マースターズ                       | 2013年07月27日 |
| クック諸島       | 首相                 | マーク・ブラウン                         | 2020年10月01日 |
| コソボ           | 大統領               | ヴィヨサ・オスマニ                       | 2021年04月04日 |
| コソボ           | 首相                 | アルビン・クルティ                       | 2021年03月22日 |
| ソマリランド     | 大統領               | アブディラフマン・モハメド・アブドゥラヒ | 2024年12月12日 |
| 中華民国（台湾） | 総統                 | 頼清徳                                   | 2024年05月20日 |
| 中華民国（台湾） | 行政院長             | 卓栄泰                                   | 2024年05月20日 |
| ニウエ           | 国王                 | チャールズ3世                            | 2022年09月08日 |
| ニウエ           | 総督                 | シンディ・キロ                           | 2021年10月21日 |
| ニウエ           | 首相                 | ダルトン・タンゲランギ                   | 2020年06月11日 |
| 西サハラ         | ポリサリオ戦線総書記 | ブラヒム・ガリ                           | 2016年07月12日 |
| 西サハラ         | 大統領               | ブラヒム・ガリ                           | 2016年07月12日 |
| 西サハラ         | 首相                 | ブチャラヤ・ハモウディ・ベユン           | 2020年01月13日 |
| プントランド     | 大統領               | サイード・アブドゥラヒ・デニ             | 2019年01月08日 |
| マルタ騎士団     | 大公 総長            | ジョン・ティモシー・ダンラップ           | 2023年05月03日 |
| マルタ騎士団     | 首相                 | リッカルド・パテルノ・ディ・モンテクーポ | 2022年09月03日 |
| マルタ騎士団     | 事務総監             | エマニュエル・ルソー                     | 2022年09月03日 |
| 南オセチア       | 大統領               | アラン・ガグロエフ                       | 2022年05月24日 |
| 南オセチア       | 政府議長             | コンスタンティン・ジュソエフ             | 2022年06月20日 |